# 蔷薇科
蔷薇科（学名：Rosaceae）约有124属3300余种，广布于全球，以温带居多；中国大陆约有55属1000余种。臺灣有28屬153種。本科植物有許多重要的經濟作物，觀賞植物有玫瑰與野薔薇等，水果如蘋果、梨子、桃子與草莓等。

## 形态
绝大多数为木本，少数为草本；茎有明显的皮孔。
单叶或复叶，一般互生，多数有托叶，托叶有时也早落或附生于叶柄。
花多两性；5基数，辐射对称，轮状排列，通常具杯形，盘形或壶形的被丝托；整齐、离瓣、极稀为单性或稍不整齐，从上位花到周位花。花萼的中央部位着生雌蕊，周围部分延伸并与雌蕊、花瓣、花萼的基部愈合成1个碟状、杯状或坛状的结构（被丝托）；萼片5枚，花瓣5枚，离生，子房上位或下位，每室1至多个胚珠。雄蕊多数离生，极稀退化为2或1；雌蕊由多数至1个；心皮1或多数，分离或合生；类型很多，高度分化。
毛多为单细胞，稀连合为星状，腺毛较为普遍，在叶柄、叶面和叶边常有腺体。多为无规则型，近似毛茛科型或茜草科型。节间常3叶隙。导管分子常具单穿孔，偶有梯状穿孔；无穿孔的导管分子，有边缘纹孔，木射线常有异型细胞，稀为同型细胞，多为2～5列细胞，木薄壁组织多为离管的、散生的或部分成短带。
花粉粒常具3孔沟。心皮常具5维管束，胚珠多个，稀1～2，生于中轴胎座上，倒生，稀横生或弯生，具厚珠心，一般有双珠被。
种子多无胚乳，或有少量的胚乳；胚乳多核，常具珠孔塞。蓇葖果、瘦果、核果、梨果或瓠果。

## 分类
过去，本科根据花萼、被丝托、雌蕊的心皮数目，子房位置、果实类型分为四个亚科：绣线菊亚科、蔷薇亚科、蘋果亞科（Maloideae）、桃亚科。而依据基因分子分析的研究，则可分为仙女木亚科、薔薇亞科与桃亞科三个亚科。其中，蘋果亞科及绣线菊亚科都被并入桃亞科成为其异名。
按照種子庫信息網（GRIN）与被子植物分类学网（APWeb）分類，本科可分爲约十多个族：
- 仙女木亚科 Dryadoideae
  - 仙女木族 Dryadeae
- 薔薇亞科 Rosoideae
  - 龙牙草族 Agrimonieae（包含地榆族 Sanguisorbeae）
  - 無尾果族 Colurieae
  - 委陵菜族 Potentilleae
  - 薔薇族 Roseae
  - 懸鈎子族 Rubeae
  - 蚊子草族 Ulmarieae
- 桃亞科 Amygdaloideae
  - 桃族 Amygdaleae
  - 白鵑梅族 Exochordeae
  - 棣棠族 Kerrieae
  - 蘋果族 Maleae（包含山楂族 Crataegeae、美吐根族 Gillenieae）
  - 綉線梅族 Neillieae
  - 珍珠梅族 Sorbarieae
  - 綉線菊族 Spiraeeae

## 外部連結
- 薔薇科 Rosaceae （页面存档备份，存于） 藥用植物圖像數據庫 (香港浸會大學中醫藥學院) （中文）（英文）